# Hărău
Hărău là một xã thuộc hạt Hunedoara, România. Dân số thời điểm năm 2002 là 2129 người.